# Тасани (Ђенова)
Тасани је насеље у Италији у округу Ђенова, региону Лигурија.
Према процени из 2011. у насељу је живело 123 становника. Насеље се налази на надморској висини од 324 м.